# Pepe Delgado Rivero
José Ángel Delgado Rivero, más conocido como “Pepe” Delgado Rivero (Araya, Estado Sucre, Venezuela, 16 de enero de 1954) es un narrador deportivo venezolano.
Se destaca mayormente narrando deportes como el béisbol, baloncesto y boxeo. 
En el 2013 estuvo como actor en pequeñas partes de una película llamada : Papita, Maní, Tostón; ya que fue quien hizo famosa la célebre frase en los juegos de béisbol venezolano.

## Carrera
Inicia su carrera en los años 70 como narrador de la entonces naciente "Liga Especial de Baloncesto" (hoy Liga Profesional de Baloncesto de Venezuela) Años más tarde incursiona en el béisbol, siendo el narrador oficial del circuito de las Águilas del Zulia. En 1991 pasa a formar parte del personal de los debutantes Petroleros de Cabimas hasta 1995, cuando este equipo desaparece para convertirse en Pastora de Occidente. Entonces, regresa con las Águilas del Zulia hasta el año 2006, cuando es contratado por el circuito de Caribes de Anzoátegui.
En televisión, formaba parte del equipo de narradores y comentaristas de Radio Caracas Televisión (1981-1997), luego de Venezolana de Televisión (1998-2007) un breve paso por CMT canal 51 (1997) y finalmente en la Televisora Venezolana Social (2007). 
No sólo destacó como narrador deportivo, sino que también incursionó en la animación de un programa sabatino de espectáculos llamado "Festival" (1988) de Radio Caracas Televisión, el cual no tuvo éxito al ser superado por su archirrival Sábado Sensacional de Venevisión. 
También fungía como voz en off de la presentación de las transmisiones deportivas de Radio Caracas Televisión.
En 1995 incursiona en la política al lanzarse como candidato a la alcaldía del Municipio Cruz Salmerón Acosta del estado Sucre, mas fue derrotado.

## Frases famosas

### Béisbol
- ¡Papita, maní y tostón! (al narrar un ponche)
- ¡Bola, pajarito, Bola!
- ¡La vio, no le gustó, se ponchó!
- ¡Le gustó, le tiró y se ponchó!
- ¡Swing, lleva 2!
- ¡Línea de hit la bola!
- ¡Le puede quedar pequeño el parque! ¡Hooooooooooooooooooooooooombre dándole la vuelta al cuadro! (narrando un jonrón)
- ¡Inning del alma llanera...noveno inning!
- ¡la nevera esta full...tres corredores en base!
- ¡Ay, ay, ay, Maracay!
- ¡Aguanta pared que lo que viene es mandarria!
- ¡Tabla por buen camino!
- ¡Juapiti Juapiti!

- ¡Over Almarza ni yo mismo me aguanto narrando un juego de las Aguilas!
- Después del béisbol, "El desprecioooo”

### Baloncesto
- ¡La clavó, la clavó, la clavó!
- ¡Uuuuuuuuupa! (narrando una cesta de 3 puntos)
- "!maaaaaalliiiiiiiiiiitaaaaaaaaa!
- ¡La cancha chilla cuchillo!